# Erich Jakowlewitsch Sternberg
Erich Jakowlewitsch Sternberg (russisch Эрих Яковлевич Штернберг; * 4. Juli 1903 in Posen; † 22. August 1980 in Moskau) war ein deutsch-russischer Psychiater. Er war einer der prominentesten Gerontopsychiater der Sowjetunion.

## Leben
Erich Sternberg wurde als einziges Kind des Kaufmanns Jacques Sternberg und seiner Frau Agnes geboren und wuchs ab 1905 in Schöneberg b. Berlin auf. Sein Abitur legte er auf dem Werner-Siemens-Realgymnasium ab, wo er seinen lebenslangen Freund Heinrich Schulte kennenlernte. Anschließend studierte er Medizin an der Friedrich-Wilhelms-Universität Berlin und der Ruprecht-Karls-Universität Heidelberg und wurde 1925 in Berlin promoviert (Dissertation: Strömungen in der einfachen Rinne und ihre Bedeutung für die Reizphysiologie). 
Sternberg begann bereits als Student wissenschaftlich zu publizieren, gefördert durch Arthur Kronfeld, der 1927 eine eigene Arbeit zusammen mit ihm veröffentlichte. Seine Facharztausbildung begann Sternberg danach bei Karl Bonhoeffer an der Charité und setzte sie zunächst in der Neurologischen Abteilung des Hufeland Hospitals der Städtischen Irrenkliniken in Berlin-Buch fort. Danach arbeitete er bis 1933 als Assistent an einer Psychiatrischen und Nervenklinik in Dresden.
Durch Vermittlung der Gesundheitsabteilung des Völkerbunds in Genf soll Sternberg danach eine Arbeitsstelle in Moskau gefunden haben, so dass er mit seiner Mutter und ersten Frau 1933 in die Sowjetunion emigrierte. Später war er am Neuropsychiatrischen Forschungsinstitut der UdSSR Pjotr B. Gannuschkin tätig. Dort trug er dazu bei, dass sich auch Arthur Kronfeld an diesem Institut bewarb und 1936 eine Forschungsprofessur erhielt. Im Zuge des Großen Terrors wurde Sternberg im gleichen Jahr von der sowjetischen Geheimpolizei GPU verhaftet und von einem NKWD-Gericht zur Lagerhaft in Sibirien verurteilt.
Nach dem Tod Stalins wurde er rehabilitiert (1989) und zu einem prominenten Gerontopsychiater in der Sowjetunion.

## Werke

### Monographien
- Die Liquorbefunde bei der multiplen Sklerose. Karger, Berlin 1929
- Probleme der Alterspsychiatrie: ausgewählte Kapitel aus der allgemeinen und speziellen Alterspsychiatrie. Fischer, Jena 1975
- Штернберг Э.Я. Геронтологическая психиатрия. М.: Медицина, 1977.

### Fachartikel (Auswahl)
- Strömungen in der einfachen Rinne und ihre Bedeutung für die Reizphysiologie. In: Beitr Physiol. Band 3, 1925, S. 79–84
- Zum Problem der direkten und indirekten Wirkung der Chemotherapie... In: Klin Wschr. Band 12, 1933, S. 825–828
- Zur Kritik der existentialistischen und anderen antinosologischen Richtungen in der modernen westlichen Psychiatrie. In: Psychiat Neurol med Psychol. Band 16, 1964, S. 397–402
- Neuere klinische Forschungsrichtungen in der sowjetischen Psychiatrie. In: Fortschr Neurol Psychiat. Band 47, 1979, S. 1–23